# Ґвідо де Батталья
Ґві́до де Батта́лья (Батталія, Gwido Battaglia; * бл. 1846, Обертин, Тлумацький район, Івано-Франківська область — † 1915) — польський критик і журналіст, шевченкознавець, барон.
Навчався у Львівському університеті.
Учасник польського визвольного повстання 1863—1864.
Автор першого критико-біографічного нарису про Тараса Шевченка польською мовою «Тарас Шевченко. Його життя і твори» (Львів, 1865). Відносив Шевченка до найбільших поетів світу. Заперечував звинувачення поета з боку польської критики в зненависті до польського народу, симпатизував демократичним і національним прагненням Шевченка.
В.Маслов переказав з нарису Батталії уривки, М.Чалий широко використав окремі розділи, Й.-Г.Обріст поклав його в основу свого нарису німецькою мовою «Тарас Григорович Шевченко, малоруський поет» (Чернівці, 1870). Своєю чергою, завдяки нарисові Й.-Г.Обріста відомості про Шевченка потрапили до праць німецьких дослідників Й.Шерра, В.Каверау і В.Фішера.
Працю Баттальї використав ще й словенський критик К.Глазер.
Пізніше Ґвідо де Батталья був австрійським урядовцем і вийшов на пенсію з посади надкомісара Галицького намісництва.
На початку ХХ ст. мешкав у Львові на пл. Домбровського, 2 (тепер пл. Є.Маланюка).

## Твори
- Твори
- Gwido Battaglia: Taras Szewczenko, życie i pisma jego [Архівовано 6 червня 2014 у Wayback Machine.]
- Gwido Battaglia: Taras Szewczenko, życie i pisma jego // io.ua [Архівовано 7 червня 2014 у Wayback Machine.]
- Gwido Battaglia: Taras Szewczenko, życie i pisma jego // upservice.io.ua [Архівовано 21 квітня 2014 у Wayback Machine.]